# São Joaninho (Santa Comba Dão)
São Joaninho is een plaats (freguesia) in de Portugese gemeente Santa Comba Dão en telt 1184 inwoners (2001).